# کک مید ۶۰
کک مید ۶۰ (انگلیسی: CAC Mid 60) از شاخص‌های بازار بورس پاریس است، که از سال ۲۰۰۵ راه‌اندازی شد و هم‌اکنون از ۶۰ شرکت دارای بالاترین ارزش بازار در بورس پاریس تشکیل می‌شود.